# Salwator Lilli
Salwator Lilli, również Salwator z Cappadocii lub Salwator Lilli i towarzysze,  wł. Salvatore Lilli (ur. 19 czerwca 1853 w Cappadocii we Włoszech, zm. 22 listopada 1895 w Mujuk-Dersi w Armenii) – włoski franciszkanin (OFM), misjonarz, męczennik chrześcijański, błogosławiony Kościoła rzymskokatolickiego, katolickiego obrządku ormiańskiego i Apostolskiego Kościoła ormiańskiego.
Urodził się w chrześcijańskiej rodzinie. Był synem Vincenza i Annunziaty Lilli. Wstąpił do zakonu w 1870 roku, a 16 kwietnia 1878 roku przyjął święcenia kapłańskie. Został wysłany na misję do Jerozolimy, a następnie w 1880 roku do Armenii. 22 listopada 1895 roku wraz z siedmioma towarzyszami Ormianami poniósł śmierć męczeńską za odmowę przejścia na islam. Razem z Salwatorem zginęli jego parafianie:
- Baldji Oghlou Ohannes,
- David Oghlou David (brat Torosa),
- Dimbalac Oghlou Wartavar,
- Geremia Oghlou Boghos,
- Khodianin Oghlou Kadir,
- Kouradji Oghlou Tzeroum,
- Toros Oghlou David.

Wszyscy zostali beatyfikowani 3 października 1982 roku przez Jana Pawła II.
Ich wspomnienie liturgiczne obchodzone jest 19, 22 lub 23 listopada (u franciszkanów).